# Тинта Као
Тинта Као (на португалски: Tinta Cão) е червен винен сорт грозде, с произход долината на река Дуро, Португалия. В превод от португалски означава „червено куче“. Освен в Португалия (1100 ха), насаждения има в Калифорния, (САЩ) (20 ха) и Австралия.
Синоними: Farnento, Padeiro, Tinta СаО, Tinto Мата.
Тинта Као дава ниски добиви, но се цени високо заради изключителните аромати на пикантни подправки и цветя. В Португалия Тинта Као съставлява важна част от купажа за червените вина "Порто" произвеждани в долината на река Дуро, заедно със сортовете Тинта Рориз, Турига Насионал, Турига Франка и Тинта Барока.